# Euphausia lamelligera
Euphausia lamelligera är en kräftdjursart som beskrevs av Hansen 1911. Euphausia lamelligera ingår i släktet Euphausia och familjen lysräkor. Inga underarter finns listade i Catalogue of Life.